# Bølget tæppemos
Bølget tæppemos (Plagiothecium undulatum) er et almindeligt mos i Danmark, især i nåleskove. Det videnskabelige artsnavn undulatum kommer af det latinske undula 'lille bølge'.